# Grzebowilk
Grzebowilk es un pueblo de Polonia, en Mazovia.  Se encuentra en el distrito (Gmina) de Siennica, perteneciente al condado (Powiat) de Mińsk. Se encuentra aproximadamente a 8 km al sur de Mińsk Mazowiecki, y a 39 km  al este de Varsovia. Su población es de 390 habitantes.
Entre 1975 y 1998 perteneció al voivodato de Siedlce.